# سياد شهوفيتش
سياد شهوفيتش مواليد 22 أغسطس 1989 في بييلو بوليي، جمهورية يوغوسلافيا الاشتراكية الاتحادية، هو لاعب كرة سلة مونتينيغري. بدأ مسيرته الاحترافية في سنة 2006. يحمل الرقم 8.

## المسيرة الاحترافية
لعب مع نادي بوسنا رويال لكرة السلة في موسم 2006–2007، ثم لعب مع نادي بودوشنوست لكرة السلة من سنة 2007 إلى 2011، ثم لعب مع إي دبليو إي باسكتس أولدنبورغ في الدوري الألماني في موسم 2011–2012، ثم لعب مع نادي سولنوكي أولاي لكرة السلة في موسم 2012–2013، ثم لعب مع ميدي بايرويت في الدوري الألماني في سنة 2013.

## روابط خارجية
- سياد شهوفيتش على موقع الاتحاد الدولي لكرة السلة (الإنجليزية)
- سياد شهوفيتش على موقع الدوري الأوروبي لكرة السلة (الإنجليزية)
- سياد شهوفيتش على موقع كرة السلة الأوروبية.كوم (الإنجليزية)
- سياد شهوفيتش على موقع ريلجم (الإنجليزية)
- سياد شهوفيتش على موقع بروبوليرز (الإنجليزية)
- سياد شهوفيتش على موقع سبورتس رفرنس (الإنجليزية)